# Santa Maria del Giglio (Velence)
A Santa Maria del Giglio más néven (pontosabban velencei nyelven) Santa Maria dello Zobenigo-templom az olaszországi Velencében található. 
Nevében a „giglio” (liliom) az Angyali Üdvözlet-ábrázolásokon látható liliomra utal, a „Zobenigo” pedig a szláv eredetű Jubenico család nevének módosult változata. A kutatások szerint ez a család a 10. században jelentős összeggel támogatta a templom építését. Az épületet az évszázadok során többször felújították, majd a 17. században Antonio Barbaro megrendelésére Giuseppe Sardi teljesen átépítette. Ekkor készült mozgalmas kétszintes barokk stílusú homlokzata, amely hasonlít a szintén Velencében épült Gli Scalzi-templom homlokzatára. A kettős oszlopokkal elválasztott fülkék szobordíszítése harmonikusan illeszkedik az épület szerkezetéhez. A szobrok elkészítésére Juste Le Court kapott megbízást. Az alsó szinten a fülkékben található szobrok a Barbaro család férfi tagjait ábrázolják. A felső szinten a középső fülkében a családfő, Antonio Barbaro látható marsalbottal a kezében, a mellette lévő két fülkében Pallasz Athéné és Mars szobrait helyezték el. A két szintet elválasztó márványcsíkon tengeri csatákat megjelenítő domborművek kaptak helyet. A homlokzat talapzatába hat olyan város (Zára, Candia, Padova, Róma Korfu, és Spalato) alaprajzát vésték, ahol a család tagjai sikereket értek el. A templom harangtornyát 1775-ben lebontották, csak alapzata maradt meg. Az épület belseje egyhajós, oldalkápolnákkal. A főoltárt diadalívhez hasonló márványkeretbe foglalták. A padlót és a főoltárt márványintarziával borították, a padlón ornamentális, a főoltáron az Utolsó vacsorát ábrázoló intarzia látható. 
A templomban temették el a Contarini család egyik tagját, síremléke, Alessandro Vittoria műve a templom bal oldali falánál kapott helyet. A templomot Rubens, Tintoretto és Giambattista Piazzetta festményeivel díszítették, melyek közül kiemelkednek Tintoretto a négy evangelistát ábrázoló fiatalkori alkotásai (1552-1557).

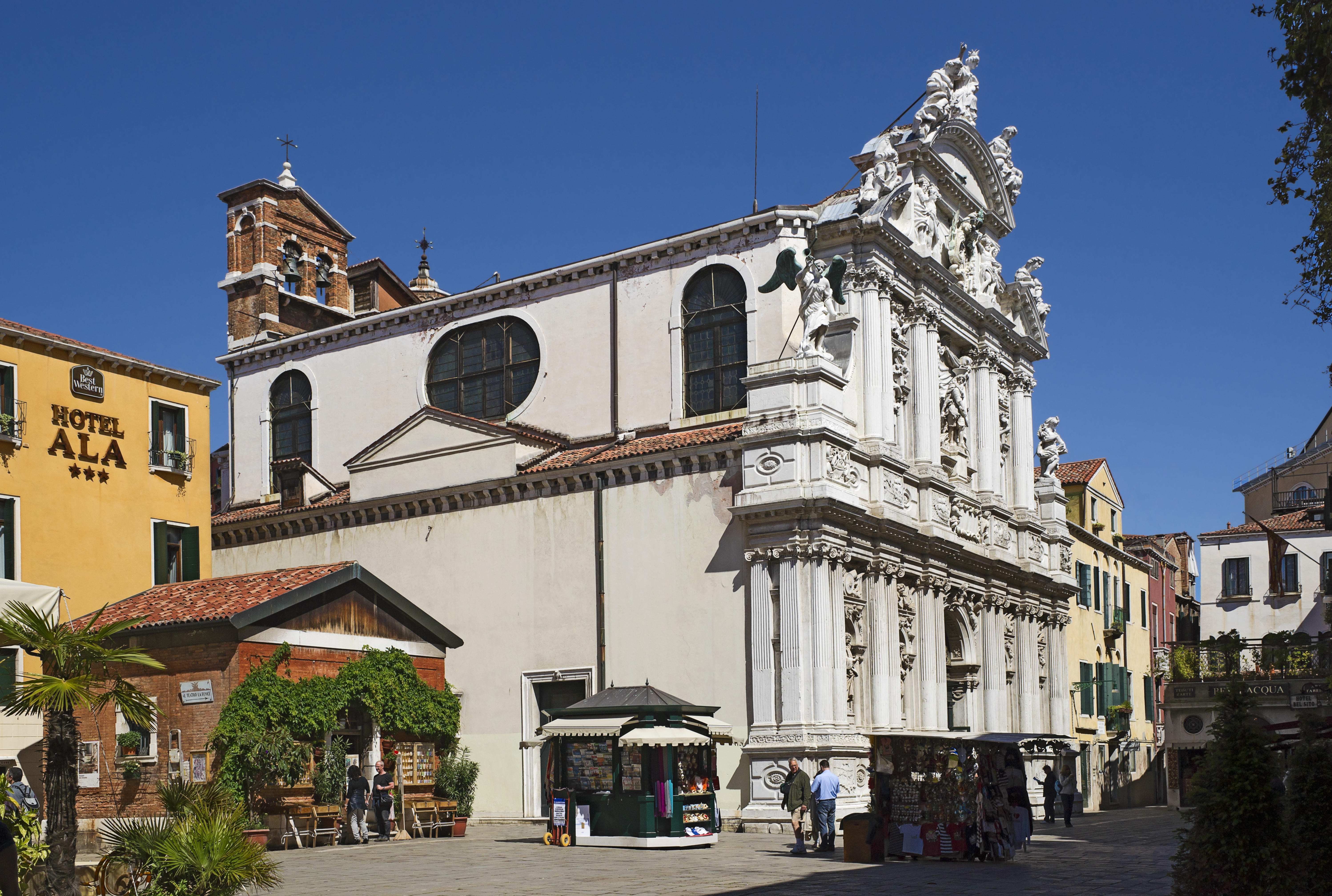
A templom Campo.
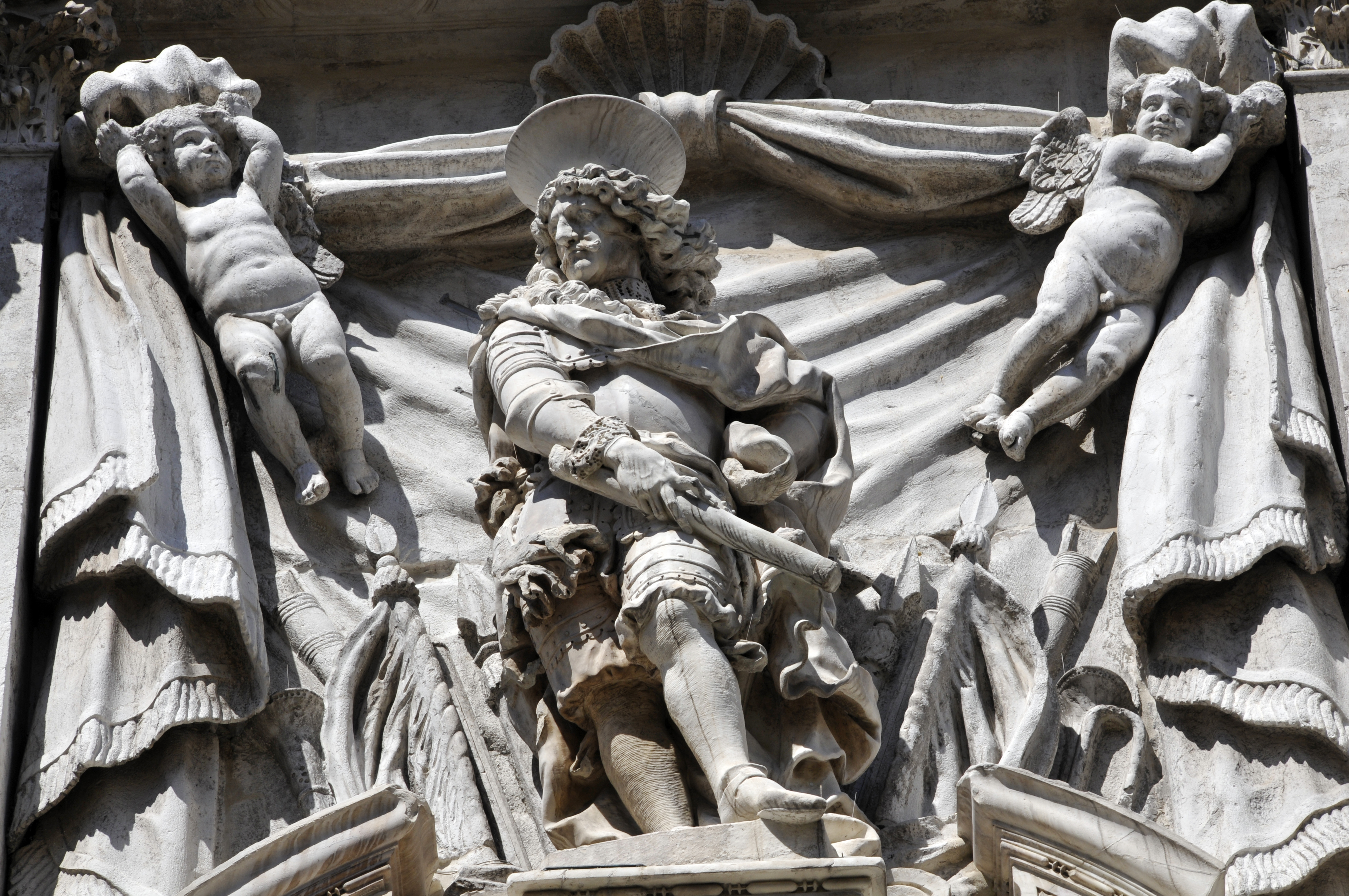
Antonio Barbaro szobra a templom homlokzatán
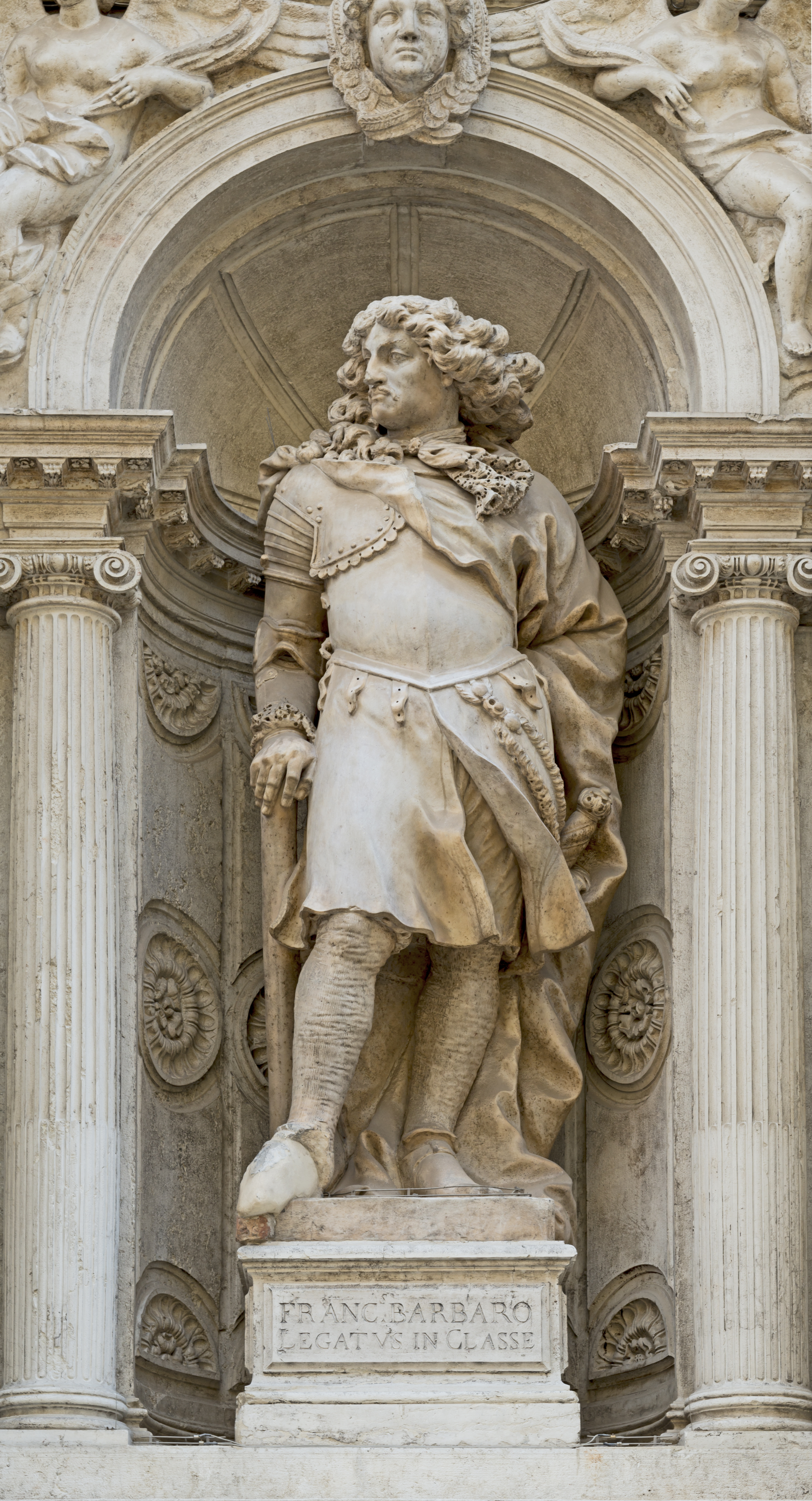
Francesco Barbaro szobra a templom homlokzatán
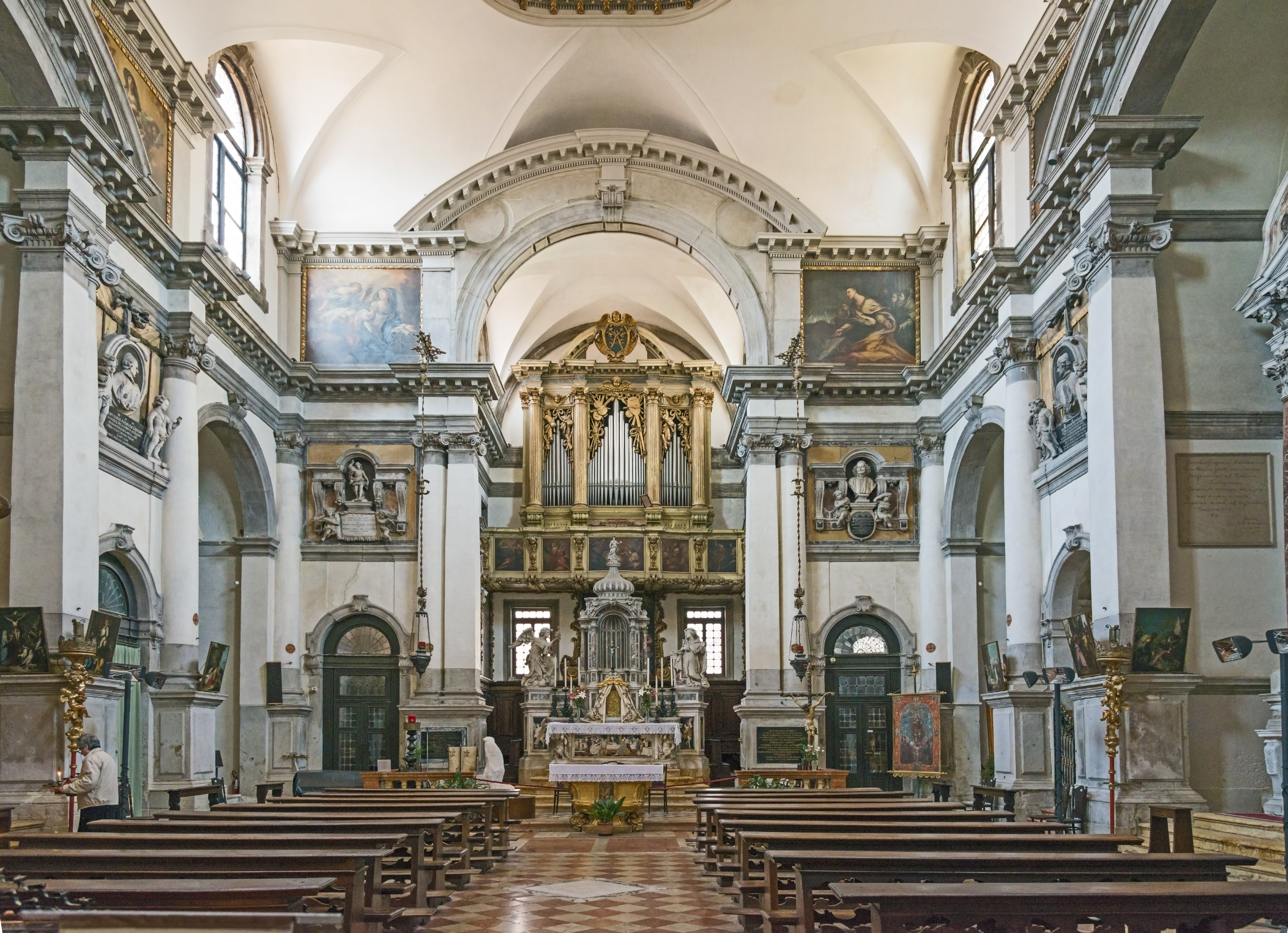
A templom főoltára
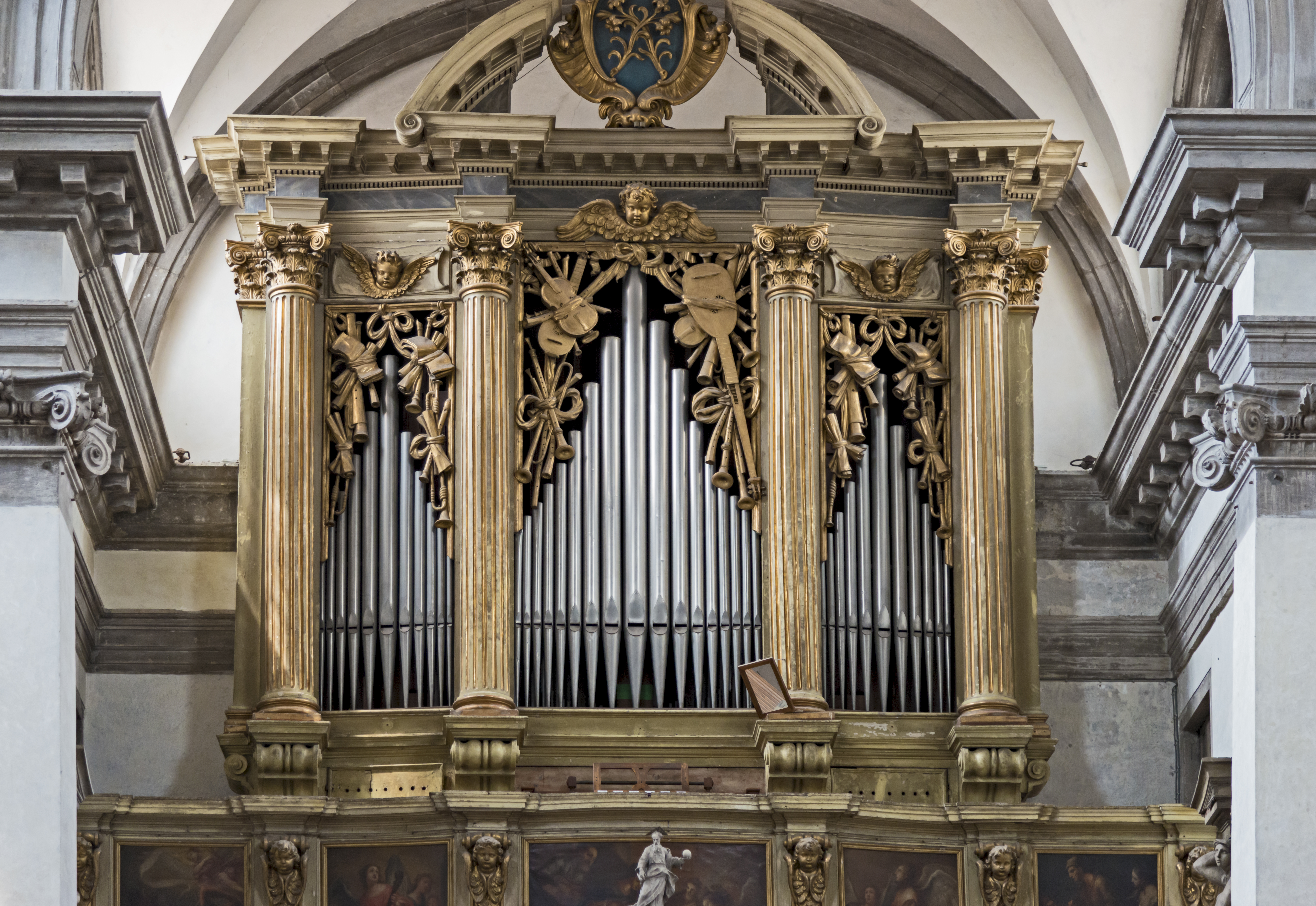
Az orgona (Mascioni 1914)